# Under the Blade
Under the Blade е първият дългосвирещ студиен албум на американската хевиметъл група Туистед Систър. Издаден е през 1982 година от независимата звукозаписна компания Secret Records.
Въпреки че групата е набрала популярност и почитатели след близо десет годишни изяви на клубната сцена в Ню Йорк, към началото на 1980-те години нито една от водещите звукозаписни компании не им предлага договор за издаване на албум. Тогава музикантите забелязват, че във Великобритания, хевиметъла е в разгара на възраждането си. Явление започнало с т.нар. Нова вълна в британския хевиметъл (НВБХМ). Туистед Систър заминават за Англия, където записват дебютното си произведение. Продуцент е бас китаристът на групата UFO – Пийт Уей. Произведението включва много от най-добрите композиции на групата от клубния им период. През 1985 година, виждайки нарастващата популярност на групата, компанията Atlantic Records ремиксира и преиздава албума.
Under the Blade добива статус на „Златен албум“ – продавайки се в повече от 500 000 копия само на територията на САЩ и над 2 000 000 копия в световен мащаб. Албумът е включен в класацията на Metal-Rules.com – „Топ 100 Хевиметъл албуми“.

## Списък на песните
1. What You Don't Know (Sure Can Hurt You) – 4:45
2. Bad Boys (Of Rock 'n' Roll) – 3:20
3. Run for Your Life – 3:28
4. Sin After Sin – 3:23
5. Shoot 'Em Down – 3:53
6. Destroyer – 4:16
7. Under the Blade – 4:40
8. Tear It Loose – 3:08
9. Day of the Rocker – 5:03

## Музиканти
- Дий Шнайдер – вокали
- Еди Оджеда – китари
- Джей Джей Френч – китари
- Марк Мендоса -бас
- А. Дж. Перо – барабани